# Środa Wielkopolska
Środa Wielkopolska (in tedesco Schroda) è un comune urbano-rurale polacco del distretto di Środa Wielkopolska, nel voivodato della Grande Polonia.
Ricopre una superficie di 207,1 km² e nel 2004 contava 30 036 abitanti.